# Hampton (motorfiets)
Hampton is een Brits historisch merk van motorfietsen.
De bedrijfsnaam was: The Hampton Engineering Co., Lifford Mills, Kings Norton, Birmingham.
Hampton begon in 1912 met de productie van goede 492cc-eencilinders met een TD Cross-zijklepmotor, maar bij het uitbreken van de Eerste Wereldoorlog besloot het Britse War Office de productie van motorfietsen voor burgerdoeleinden te verbieden om materiaal te sparen voor de oorlogsproductie. Daarom moest de Hampton Engineering Co. al in 1914 haar productie staken.